# Gumlog
Gumlog és una concentració de població designada pel cens dels Estats Units a l'estat de Geòrgia. Segons el cens del 2000 tenia 2.025 habitants.

## Demografia
Segons el cens del 2000, Gumlog tenia 2.025 habitants, 849 habitatges, i 625 famílies. La densitat de població era de 57,5 habitants/km².
Dels 849 habitatges en un 26,1% hi vivien nens de menys de 18 anys, en un 61,6% hi vivien parelles casades, en un 7,8% dones solteres, i en un 26,3% no eren unitats familiars. En el 23% dels habitatges hi vivien persones soles el 9,7% de les quals corresponia a persones de 65 anys o més que vivien soles. El nombre mitjà de persones vivint en cada habitatge era de 2,39 i el nombre mitjà de persones que vivien en cada família era de 2,78.
Per edats la població es repartia de la següent manera: un 20,2% tenia menys de 18 anys, un 6,7% entre 18 i 24, un 25,9% entre 25 i 44, un 30,4% de 45 a 60 i un 16,7% 65 anys o més.
L'edat mediana era de 43 anys. Per cada 100 dones de 18 o més anys hi havia 98,9 homes.
La renda mediana per habitatge era de 39.609 $ i la renda mediana per família de 42.813 $. Els homes tenien una renda mediana de 29.405 $ mentre que les dones 25.139 $. La renda per capita de la població era de 20.859 $. Entorn del 6% de les famílies i el 6,9% de la població estaven per davall del llindar de pobresa.

## Poblacions més properes
El següent diagrama mostra les poblacions més properes.